# Timarcha sicelides
Timarcha sicelides là một loài bọ cánh cứng trong họ Chrysomelidae. Loài này được Reiche miêu tả khoa học năm 1860.